# Evanghelia după evrei
Este posibil ca „Evanghelia după evrei” să se refere la Evanghelia după Matei?

## Ipoteze
Există trei ipoteze.

### Evanghelia ebioniților
Pentru mai multe detalii, vedeți Ebioniți.
E posibil să fie Evanghelia ce o foloseau ebioniții o sectă a creștinismului după spusele lui Ieronim. Iar Irineu atestă în sec. II d.H. ebioniții foloseau evanghelia după Matei, dar ștergeau nașterea lui din fecioară, această Evanghelie, era cunoscută sub numele de Evanghelia Ebioniților. Ebioniții au fost membrii unei secte ascetice de evrei creștini; îi cuprindea pe nazarineni și pe elkasiți. Numele "ebionit" provine din cuvântul ebraic „ebionim”, care înseamnǎ „sǎrac”. Ne-au parvenit puține informații istorice despre acest grup. Se știe cǎ s-au fixat în Cisiordania, la Pella, au ajuns în Siria, iar apoi în Asia Micǎ și în Egipt. Au existat până în sec. IV d.H. 
Ebioniții credeau într-un singur Dumnezeu și susțineau cǎ Isus Cristos a fost Mesia, profetul din Deut. 18:15. Însă ei au respins preexistența Fiului, nașterea din fecioarǎ a lui Cristos prin Duhul Sfânt, susținând cǎ Isus a fost fiul natural al Mariei și al lui Iosif. Ei au respins epistolele lui Pavel considerându-l pe Pavel un apostat al legii.

### Evanghelia pierdută
O altă opinie este că „Evanghelia de la Evrei”, este o evanghelie pierdută, doar câteva citate din ea sunt păstrate în lucrarea: „Panarion” de Epiphanius, un creștin care a trăit la sfârșitul secolului al 4-lea d.H.

### Evanghelia după Matei în ebraică
Există și o altă variantă care susține că este o evanghelie care a avut la bază Evanghelia după Matei în ebraică, și ulterior a fost prelucrată pentru a sluji evreilor, această variantă este susținută de aproape toți criticii.